# Falck Arcore Calcio
La Falck Arcore Calcio, nota semplicemente come Falck Arcore, è stata una società calcistica italiana con sede nella città di Arcore (MB).

## Storia
La Falck Arcore è stata una della squadre più rilevanti nel panorama del calcio dilettantistico lombardo, soprattutto a cavallo fra gli anni cinquanta e gli anni sessanta in cui vanta undici stagioni consecutive disputate nella quarta serie.
Con la retrocessione dalla Serie D nel 1966 la squadra giallo-verde non si è iscritta al successivo campionato venendo così radiata dalla FIGC; la squadra di Arcore deve il proprio nome alla Falck, una delle più antiche aziende siderurgiche italiane.

## Palmarès

### Competizioni regionali
- Promozione: 1

1954-1955 (girone B lombardo)

### Altri piazzamenti
- Serie D:

Terzo posto: 1964-1965 (girone B)